# Nazionale femminile di pallacanestro della Cina
La nazionale di pallacanestro femminile della Cina rappresenta la Cina nelle manifestazioni internazionali femminili di pallacanestro organizzate dalla FIBA. È gestita dalla Federazione cestistica della Cina.

## Piazzamenti

### Olimpiadi
- 1984 -  3º
- 1988 - 6º
- 1992 -  2º
- 1996 - 9º
- 2004 - 9º

- 2008 - 4º
- 2012 - 6º
- 2016 - 10º
- 2020 - 5º

### Campionati del mondo
- 1983 -  3º
- 1986 - 5º
- 1990 - 9º
- 1994 -  2º
- 1998 - 12º

- 2002 - 6º
- 2006 - 12º
- 2010 - 13º
- 2014 - 6º
- 2018 - 6º

- 2022 -  2º

### Campionati asiatici
- 1976 -  1º
- 1978 -  2º
- 1980 -  2º
- 1982 -  2º
- 1984 -  2º

- 1986 -  1º
- 1988 -  2º
- 1990 -  1º
- 1992 -  1º
- 1994 -  1º

- 1995 -  1º
- 1997 -  3º
- 1999 - 4º
- 2001 -  1º
- 2004 -  1º

- 2005 -  1º
- 2007 -  2º
- 2009 -  1º
- 2011 -  1º
- 2013 -  3º

- 2015 -  2º
- 2017 -  3º
- 2019 -  2º
- 2021 -  2º
- 2023 -  1º

- 2025 -  3º

### Giochi asiatici
- 1974 -  3°
- 1978 -  2°
- 1982 -  1°
- 1986 -  1°
- 1990 -  2°

- 1994 -  3°
- 1998 -  2°
- 2002 -  1°
- 2006 -  1°
- 2010 -  1°

- 2014 -  2°
- 2018 -  1°

## Formazioni

### Olimpiadi
Pallacanestro ai Giochi della XXIII Olimpiade - Torneo femminile4 Chen, 5 Li, 6 Ba, 7 Song, 8 Qiu, 9 Wang, 10 Xiu, 11 Zheng, 12 Cong, 13 Zhang H., 14 Liu, 15 Zhang Y.,        All. Yang Boyong
Pallacanestro ai Giochi della XXIV Olimpiade - Torneo femminile4 Han, 5 Ling, 6 Li, 7 Zhao, 8 Zhang, 9 Zhan, 10 Peng, 11 Zheng, 12 Cong, 13 Xue, 14 Liu, 15 Xu,        All. Lü Changxin
Pallacanestro ai Giochi della XXV Olimpiade - Torneo femminile4 Cong, 5 Li X., 6 Liu J., 7 Wang, 8 Zheng D., 9 He, 10 Peng, 11 Zheng H., 12 Zheng X., 13 Li D., 14 Liu Q., 15 Zhan,        All. Li Yaguang
Pallacanestro ai Giochi della XXVI Olimpiade - Torneo femminile4 Miao, 5 Li X., 6 Liu, 7 Shen, 8 Zheng D., 9 Liang, 10 Chu, 11 Zheng H., 12 He, 13 Li D., 14 Ma Z., 15 Ma C.,        All. Chen Daoheng
Pallacanestro ai Giochi della XXVIII Olimpiade - Torneo femminile4 Song, 5 Bian, 6 Pan, 7 Hu, 8 Miao, 9 Zhang, 10 Sui, 11 Ye, 12 Chen L., 13 Wang, 14 Ren, 15 Chen N.,        All. Gong Luming
Pallacanestro ai Giochi della XXIX Olimpiade - Torneo femminile4 Song, 5 Bian, 6 Zhang H., 7 Zhang W., 8 Miao, 9 Zhang Y., 10 Sui, 11 Shao, 12 Chen X., 13 Liu, 14 Zhang X., 15 Chen N.,        All. Tom Maher
Pallacanestro ai Giochi della XXX Olimpiade - Torneo femminile4 Li, 5 Song, 6 Ji, 7 Zhao, 8 Miao, 9 Guan, 10 Zhang, 11 Ma, 12 Gao, 13 Chen X., 14 Wei, 15 Chen N.,        All. Sun Fengwu
Pallacanestro ai Giochi della XXXI Olimpiade - Torneo femminile4 Zhao, 5 Chen X., 6 Li, 7 Shao, 8 Wu, 9 Sun Mengx., 10 Lu, 11 Huang S., 12 Gao, 13 Sun Mengr., 14 Huang H., 15 Chen N.,        All. Tom Maher
Pallacanestro ai Giochi della XXXII Olimpiade - Torneo femminile3 Yang, 4 Li Yuan, 5 Wang, 6 Wu, 7 Shao, 8 Zhang, 9 Li M., 10 Pan, 11 Huang, 13 Sun, 14 Li Yueru, 15 Han,        All. Xu Limin
Pallacanestro ai Giochi della XXXIII Olimpiade - Torneo femminile4 Li Yuan, 5 Wang, 6 Wu, 7 Yang L., 8 Yang S., 9 Li M., 10 Zhang, 11 Huang, 12 Luo, 13 Sun, 14 Li Yueru, 15 Han,        All. Zheng Wei

### Campionati del mondo
Campionato mondiale femminile di pallacanestro 19834 Chen, 5 Ba, 6 Liu M., 7 Song, 8 Qiu, 9 You, 10 Xiu, 11 Zheng, 12 Xian, 13 Zhang H., 14 Liu Q., 15 Zhang Y.,        All. Yang Boyong
Campionato mondiale femminile di pallacanestro 19864 Han, 5 Liu L., 6 Qu, 7 Ling, 8 Qiu, 9 Wang J., 10 Wang Y., 11 Zheng, 12 Cong, 13 Xue, 14 Liu Q., 15 Zhang,        All. Davei Chan
Campionato mondiale femminile di pallacanestro 19904 Wang, 5 Ling, 6 Zheng W., 7 Li X., 8 Li D., 9 Hu, 10 Peng, 11 Zheng X., 12 Chu, 13 Xue, 14 Liu, 15 Xu,        All. Lü Changxin
Campionato mondiale femminile di pallacanestro 19944 Zhang, 5 Li X., 6 Liu, 7 Wang, 8 Zheng D., 9 He, 10 Liang, 11 Zheng H., 12 Zheng W., 13 Li D., 14 Ma, 15 Sun,        All. Chen Daoheng
Campionato mondiale femminile di pallacanestro 19984 Jiang, 5 Zhang, 6 Zheng D., 7 Miao B., 8 Miao L., 9 Lu, 10 Yang, 11 Zheng H., 12 Sui, 13 Liang, 14 Ma, 15 Yu,        All. Ma Yuenan
Campionato mondiale femminile di pallacanestro 20024 Song, 5 Zhang H., 6 Pan, 7 Miao B., 8 Miao L., 9 Ren, 10 Sui, 11 Ding, 12 Chen L., 13 Zhang X., 14 Chen X., 15 Chen N.,        All. Gong Luming
Campionato mondiale femminile di pallacanestro 20064 Song X., 5 Bian, 6 Jia, 7 Zhang W., 8 Miao, 9 Ren, 10 Sui, 11 Song L., 12 Chen X., 13 Liu, 14 Zhang X., 15 Chen N.,        All. Tom Maher
Campionato mondiale femminile di pallacanestro 20104 Yang, 5 Zhang H., 6 Chen Xiaojia, 7 Song, 8 Miao, 9 Guan, 10 Zhang F., 11 Ma, 12 Chen Xiaoli, 13 Huang, 14 Liu, 15 Chen N.,        All. Sun Fengwu
Campionato mondiale femminile di pallacanestro 20144 Yang, 5 Chen, 6 Li, 7 Shao, 8 Huang J., 9 Ji, 10 Lu, 11 Cheng, 12 Gao, 13 Sun, 14 Huang H., 15 Zhang,        All. Tom Maher
Campionato mondiale femminile di pallacanestro 20183 Yang, 4 Li Yuan, 5 Wang S., 7 Shao, 8 Wang X., 9 Li M., 10 Ma, 11 Huang, 12 Liu, 13 Sun, 14 Li Yueru, 15 Han,        All. Xu Limin
Campionato mondiale femminile di pallacanestro 20224 Li Yuan, 5 Wang, 6 Wu, 7 Yang, 8 Jin, 9 Li M., 10 Zhang, 11 Huang, 12 Pan, 13 Dilixiati, 14 Li Yueru, 15 Han,        All. Zheng Wei

### Campionati asiatici
Campionato asiatico femminile di pallacanestro 20014 Xie, 5 Zhang, 6 Pan, 7 Miao B., 8 Miao L., 9 Han, 10 Sui, 11 Hu, 12 Chen L., 13 Ma, 14 Chen X., 15 Chen N.,        All. -
Campionato asiatico femminile di pallacanestro 20044 Song, 5 Bian, 6 Pan, 7 Hu, 8 Miao, 9 Zhang F., 10 Sui, 11 Ye, 12 Chen L., 13 Wang, 14 Zhang L., 15 Chen N.,        All. Gong Luming
Campionato asiatico femminile di pallacanestro 20054 Song, 5 Bian, 6 Ren, 7 Hu, 8 Pan, 9 Zhang F., 10 Song, 11 Ye, 12 Ji, 13 Liu, 14 Zhang X., 15 Chen,        All. Tom Maher
Campionato asiatico femminile di pallacanestro 20074 Jia, 5 Zhang H., 6 Yang, 7 Ma, 8 Zhang Y., 9 Wei, 10 Wu, 11 Zhang F., 12 Zhang D., 13 Mo, 14 Wang, 15 Guan,        All. Sun Fengwu
Campionato asiatico femminile di pallacanestro 20094 Yang, 5 Bian, 6 Zhang H., 7 Chen Xiaojia, 8 Miao, 9 Guan, 10 Zhang F., 11 Ma, 12 Chen Xiaoli, 13 Liu, 14 Huang, 15 Chen N.,        All. Sun Fengwu
Campionato asiatico femminile di pallacanestro 20114 Yang, 5 Ding, 6 Ji, 7 Zhao, 8 Miao, 9 Guan, 10 Zhang, 11 Ma, 12 Gao, 13 Xu, 14 Wei, 15 Chen,        All. Sun Fengwu
Campionato asiatico femminile di pallacanestro 20134 Qiu, 5 Li, 6 Chen X., 7 Ji, 8 Zhao, 9 Cheng, 10 Lu, 11 Liu, 12 Gao, 13 Sun, 14 Huang, 15 Chen N.,        All. Tom Maher
Campionato asiatico femminile di pallacanestro 20154 Yang, 5 Chen, 6 Wu, 7 Shao, 8 Zhang, 9 Ji, 10 Lu, 11 Cheng, 12 Gao, 13 Sun, 14 Huang S., 15 Huang H.,        All. Tom Maher
Campionato asiatico femminile di pallacanestro 20174 Shen, 5 Shi, 6 Chen, 7 Li M., 8 Shao, 9 Zhao, 10 Lu, 11 Huang S., 12 Gao, 13 Sun, 14 Huang H., 15 Li Y.,        All. Xu Limin
Campionato asiatico femminile di pallacanestro 20193 Yang, 4 Li Yuan, 5 Wang, 6 Wu, 7 Shao, 9 Guo, 10 Gao, 12 Liu, 14 Li Yueru, 15 Han, 16 Chen, 18 Shi,        All. Xu Limin
Campionato asiatico femminile di pallacanestro 20213 Yang L., 4 Li Yuan, 5 Wang, 6 Wu, 8 Ru, 9 Li M., 10 Pan, 11 Huang, 13 Yang H., 14 Li Yueru, 15 Han, 16 Li Yifan,        All. Xu Limin
Campionato asiatico femminile di pallacanestro 20234 Li Y., 5 Wang, 6 Yang S., 7 Yang L., 8 Jin, 9 Li M., 10 Zhang, 11 Luo, 12 Pan, 13 Gao, 14 Tang, 15 Han,        All. Zheng Wei
Campionato asiatico femminile di pallacanestro 20251 Wang, 2 Li, 6 Yang S., 7 Yang L., 10 Zhang Ru, 11 Huang, 12 Pan, 15 Han, 16 Luo, 18 Zhang Z., 24 Zhai, 31 Jia,        All. Gong Luming

### Giochi asiatici
Pallacanestro ai VII Giochi asiaticiChen, Du, Fang, Li, Liu, Luo, Wang N., Wang S., Wang Y., Wei, Yang, Zhu, All. -
Pallacanestro agli VIII Giochi asiaticiFan G., Fan H., Jiao, Luo, Peng, Song, Sun, Yu, Zhang L., Zhang M., Zhao, All. -
Pallacanestro ai IX Giochi asiaticiChen, Liu M., Liu Q., Qiu, Song, Sun, Xian, Xiu, You, Zhang H., Zhang L., Zhang Y., All. -
Pallacanestro ai X Giochi asiaticiCong, Han, Liu L., Liu Q., Peng, Qiu, Wang J., Wang Y., Xu, Xue, Zhang, Zheng, All. -
Pallacanestro agli XI Giochi asiaticiHu, Li X., Ling, Liu, Peng, Wang, Xu S., Xu X., Xue, Zhao, Zheng H., Zheng W., All. -
Pallacanestro ai XII Giochi asiaticiLi D., Li X., Liang, Liu, Ma, Peng, Sun, Wang, Zhang, Zheng D., Zheng H., Zheng W., All. -
Pallacanestro ai XIII Giochi asiaticiChen, Jiang, Liu, Ma C., Ma Z., Miao B., Miao L., Pan, Sui, Wang F., Wang L., Zheng, All. -
Pallacanestro ai XIV Giochi asiatici4 Song, 5 Zhang H., 6 Pan, 7 Miao B., 8 Miao L., 9 Ren, 10 Sui, 11 Liu, 12 Chen L., 13 Zhang X., 14 Chen X., 15 Chen N.,        All. -
Pallacanestro ai XV Giochi asiatici4 Song, 5 Bian, 6 Jia, 7 Zhang W., 8 Miao, 9 Ren, 10 Sui, 11 Ji, 12 Chen X., 13 Liu, 14 Zhang X., 15 Chen N.,        All. -
Pallacanestro ai XVI Giochi asiatici4 Zhang H., 5 Bian, 6 Ding, 7 Zhang, 8 Miao, 9 Guan, 10 Zhang F., 11 Ma, 12 Chen X., 13 Gao, 14 Liu, 15 Chen N.,        All. -
Pallacanestro ai XVII Giochi asiatici4 Liu, 5 Jin W., 6 Yu, 7 Shi, 8 Sun, 9 Shen, 10 Ma, 11 Ding, 12 Zhang, 13 Yang B., 14 Yang H., 15 Jin J.,        All. Wang Guizhi
Pallacanestro ai XVIII Giochi asiatici3 Yang, 4 Li Yuan, 5 Wang S., 6 Wang L., 7 Shao, 9 Li M., 10 Wang X., 11 Huang, 12 Liu, 13 Sun, 14 Li Yueru, 15 Han,        All. Xu Limin